# Beth Darlington
Beth Darlington, geboren als Helen Hixson (Kansas City, 19 maart 1904 - Val Verde, 6 januari 1951), was een Amerikaanse actrice. Ze begon haar loopbaan in 1921 met een bijrol in Jack White Comedies en groeide met hoofdrollen in filmkomedies. 
Na de speelfilm The Lamplighter (1921), werd ze standaard gevraagd voor hoofdrollen in films geregisseerd door Eddie Lyons, zoals Just in Time (1921) en Keep Moving (1922). Dikwijls waren deze geschreven door Robert MacGowan. Spoedig werd Darlington een van de vaste spelers voor Hal Roach Studio, waar zij samenwerkte met Charley Chase in de vroege 'Jimmy Jumps': The Fraidy Cat, Outdoor Pajamas en Sitting Pretty (allen 1924). Ook speelde zij de dochter van Will Roger in de korte films van Alfalfa Doolittle Our Congressman en A Truthful Liar (1924). Darlington werkte met Our Gang, Paul Parrott en Snub Pollard. 
Haar carrière eindigde bij Century Comedies, waar ze hoofdrollen speelde in de korte films Too Much Mother-in-Law en Married Neighbors (beide 1925), producties die toegejuicht werden door Buddy Messinger, Charles King, Al Alt, Hilliard Karr, Billy Engle en Eddie Gordon.